# 老街街道 (驻马店市)
老街街道，是中华人民共和国河南省驻马店市驿城区下辖的一个乡镇级行政单位。

## 行政区划
老街街道下辖以下地区：
白桥路社区、电业新村社区、飞龙社区、天中社区、老街社区和邓瓦房社区。